# Чернопятов, Илья Никитич
Илья Никитич Чернопятов (1822—1879) — российский учёный-зоотехник. Профессор Петровской академии. Действительный статский советник.

## Биография
Родился 17 (29) июля 1822 года в сельце Головино Одоевского уезда Тульской губернии 17 (29) июля 1822 года в семье дворян Чернопятовых. Его отец, Никита Васильевич (1767—1854) в Отечественную войну 1812 года был в Тульском военном ополчении, участвовал в осаде Данцига; в 1814 году вышел в отставку подпоручиком. В семье было пять сыновей и три дочери. Илья был младшим сыном.
После окончания в 1846 году Горыгорецкой земледельческой школы, поступил на службу в корпус гражданских топографов классным топографом и был назначен в Лифляндию для усовершенствования в немецком языке и сельском хозяйстве. В январе 1848 года был отправлен в Германию для изучения искусственного орошения лугов и разработки торфа. По возвращении из-за границы в ноябре 1850 года он был причислен к Департаменту сельского хозяйства — младшим запасным землемером в корпус межевщиков, созданный на базе корпуса топографов. С июня 1851 года исправлял должность помощника управляющего казанской учебной фермой и осенью того же года, выдержав в Горыгорецком земледельческом институте экзамен, получил звание агронома.
В январе 1853 года был назначен в Санкт-Петербургский лесной и межевой институт преподавателем 3-го разряда сельского хозяйства; с 1859 года был наставником-руководителем по отделу естественных наук;  награждён бриллиантовым перстнем.
В августе 1863 года, выдержав магистерский экзамен в Московском университете, получил степень магистра сельского хозяйства и лесоводства за диссертацию «Об овечьей шерсти», был определён экстраординарным профессором Петровской земледельческой и лесной академии и командирован на полтора года в командировку; посетил Германию, Францию, Англию и Бельгию.
Вернувшись в Россию в марте 1865 года, в октябре был назначен ординарным профессором, став первым профессором зоотехнии Петровской академии, занимая кафедру до 1879 года. С 1870 года он также заведовал фермой при академии. Наряду с животноводческими дисциплинами читал курс пчеловодства, а для проведения практических занятий по его инициативе в 1868 году была организована учебно-опытная пасека. Он также создал зоотехнический кабинет и начал сбор музейных предметов по пчеловодству.
С 31 мая 1874 года состоял в чине действительного статского советника; был награждён орденом Св. Анны 2-й степени.
Состоял членом Императорского Вольного экономического общества (с 1860), Российского общества садоводства (с 1859); был член-корреспондентом Учёного комитета Министерства государственных имуществ (с 1861), членом хозяйственного комитета Петровской академии, Императорского Московского общества сельского хозяйства (с 1866) и Комитетов шелководства и скотоводства при этом обществе.
Получил малую золотую медаль от Министерства государственных имуществ и большую золотую медаль от Московского общества сельского хозяйства. Составленная им коллекция шерсти на Венской Всемирной выставке в 1873 году была отмечена дипломом.
Умер 1 (13) мая 1879 года. Похоронен на кладбище при церкви села Владыкино.

## Семья
С 6 апреля 1855 года был женат на дочери статского советника Ольге Августовне Крубер (30.04.1837—05.12.1895; была похоронена рядом с мужем). Их дети:
- Александр (19.02.1856—1898), штабс-ротмистр
- Виктор (21.07.1857—18.12.1935), историк-генеалог, археограф
- Ольга (05.08.1860—?), замужем за Виктором Станиславовичем Лазовским, членом московского окружного суда
- Елена (09.06.1862—?), замужем за преподавателем 6-й Московской гимназии Николаем Матвеевичем Анниным
- Константин (18.07.1866 — после 1909), подполковник, автор книги «Вспомогательные средства и действия для сухопутно-крепостной и осадной артиллерии. В 2-х ч.» (СПб., 1909—1910)
- Вера (1870—?), в замужестве Браше
- Надежда (1867—1872)
- Августа (1871—?), в замужестве Эйснер
- Алексей (1874—?), скончался во младенчестве
- Наталья (1875—?), в замужестве Нилендер.